# Jeff Jacobs (Musiker)
Jeffrey James „Jeff“ Jacobs (* 27. August 1969 in Columbus (Ohio); † 4. Januar 2011 in Onekama, Michigan) war ein US-amerikanischer Musiker (Trompete, Flügelhorn, electronics) im Bereich des Progressive Rock, der elektronischen und Fusionmusik.

## Wirken
Jacobs wurde bekannt als Mitglied der Formation The Drift, mit der er in Europa, Japan, Kanada und den  Vereinigten Staaten auf Tourneen war und an einer Reihe von Alben mitwirkte. Die Band war ursprünglich ein Nebenprojekt von Danny Grody und Trevor Montgomery, das sich nach dem Ausscheiden Montgomerys mit den Einstiegen von Jacobs sowie Safa Shokrai (Bass) und Rich Douthit (Schlagzeug) von der Ambient Music zu einem Dub-Jazz-Rock-Ensemble entwickelte. Daneben arbeitete er als Küchenchef in verschiedenen Restaurants in San Francisco. Jacobs erlag im Januar 2011 einem Krebsleiden.
Die ausgedehnten instrumentellen Wiederholungen Jacobs’ und der Drift-Musiker umfassten experimentelle Electronica, Jazz-beeinflussten Post-Rock und abstrakte Klanglandschaften. Jeff Jacobs’ Trompete und seine begleitenden elektronische Klänge erinnern gelegentlich an Musik des „elektrischen“ Miles Davis in der Bitches Brew-Phase um 1970.

## Diskografie Hinweise
- Memory Drawings (Temporary Residence Limited 2008)
- Ceiling Sky (Temporary Residence Limited 2007)
- (rmxs) (Temporary Residence Limited 2007)
- Noumena (Temporary Residence Limited 2005)
- Travels In Constants Vol. 19 (Temporary Residence Limited 2005)
- Streets / Nozomi (Temporary Residence Limited 2005)